# Reichstagswahl Mai 1924
- KPD: 62
- SPD: 100
- BB: 3
- DDP: 28
- DHP: 5
- Z: 65
- BVP: 16
- DVP: 45
- WP: 7
- LB: 10
- DNVP: 95
- DSP: 4
- NSFP: 32

Die Reichstagswahl vom 4. Mai 1924 war die Wahl zum 2. Deutschen Reichstag der Weimarer Republik. Sie endete mit einer Schwächung der gemäßigten bürgerlichen Kräfte und der SPD und einer Stärkung der republikfeindlichen Rechten und der KPD.

## Hintergrund und Wahlkampf
Die Parteien des rechten und linken Randes, die mit sich entgegenstehenden Motiven aus jeweils unterschiedlichen Gründen die parlamentarisch-repräsentative Republik ablehnten und während der Krise von 1923 zeitweise verboten gewesen waren, zogen mit radikalen Parolen in den Wahlkampf. Innerhalb der KPD hatte sich nach dem Scheitern des Deutschen Oktobers nach schweren Flügelkämpfen der an den Vorgaben der Komintern orientierte linksrevolutionäre Flügel durchgesetzt.
Die NSDAP blieb verboten; sie war infolge der Inhaftierung von Adolf Hitler nach dem gescheiterten Hitlerputsch zudem führerlos. Daher traten die Nationalsozialisten teilweise in einer Liste mit der antisemitischen Deutschvölkischen Freiheitspartei an, die 1922 als Abspaltung von der DNVP entstanden war.

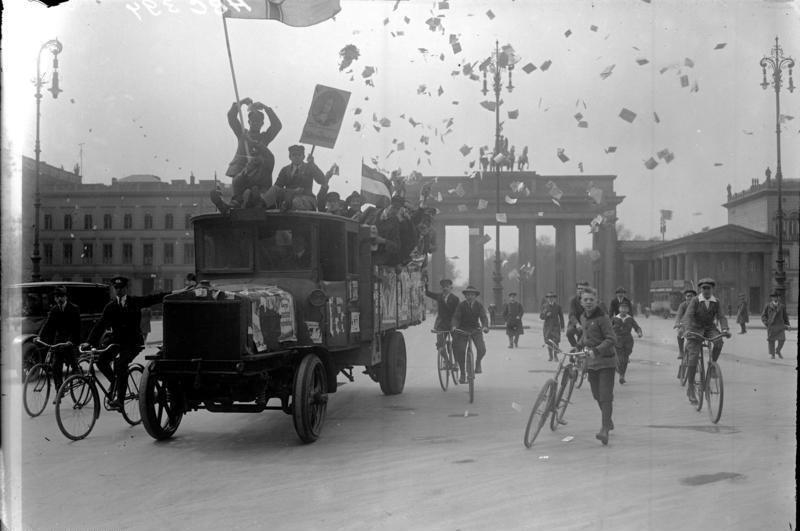
Wahlwerbung der Völkischen am Brandenburger Tor in Berlin (Mai 1924)

Die DNVP selbst nahm sich im Wahlkampf der bürgerlichen Verlierer der Inflationszeit an. Sie konnte auch hoffen, von den innerparteilichen Konflikten in der Deutschen Volkspartei zu profitieren. In dieser hatte sich eine Nationalliberale Vereinigung gebildet, hinter der maßgeblich der Industrielle Hugo Stinnes stand, der am 10. April 1924 aber unerwartet starb. Die Angehörigen dieser Gruppe, unter ihnen Albert Vögler, wurden von der DVP ausgeschlossen und riefen ihrerseits zur Wahl der DNVP auf. Die DVP selbst beanspruchte für das Bürgertum die Führung des Staates, hielt sich aber auch die Möglichkeit einer großen Koalition mit der SPD offen.
Die SPD befand sich in einer tiefen innerparteilichen Krise. Dabei spielte der Sachsenkonflikt eine wichtige Rolle. In Sachsen stand seit dem 4. Januar 1924 Max Heldt einer Koalition mit der DDP und der DVP vor (Gesamtministerium Heldt I). Dies stieß auf erheblichen Widerstand in Teilen der SPD in Sachsen. Die Auseinandersetzung im Freistaat Sachsen entsprach letztlich der Konfliktlinie auf Reichsebene. Ein Teil der SPD um Otto Wels plädierte für eine Koalition auch mit bürgerlichen Parteien. Der linke Flügel um Paul Levi dagegen sah die Rolle der SPD in einer konsequenten Oppositionspolitik.
Zum Hintergrund der Wahl gehört der Höhepunkt der Inflation und die ebenfalls mit sozialen Härten verbundene Stabilisierung durch die Rentenmark. Allerdings war die damit verbundene politische Erregung bereits im Abklingen. Hätte die Wahl im Sommer oder Herbst 1923 stattgefunden, wäre der Erfolg der extremen Parteien wahrscheinlich noch um einiges deutlicher ausgefallen. Ein weiterer für die Wahl bedeutender Aspekt war die Veröffentlichung des Dawes-Planes zur Regelung der deutschen Reparationen infolge des Ersten Weltkrieges. Die seit dem 30. November 1923 amtierende Reichsregierung unter Wilhelm Marx (Zentrumspartei) formulierte in ihrem Wahlaufruf, dass trotz der großen Opfer damit die militärische Gewalt – gemeint war die Ruhrbesetzung – durch wirtschaftliche Vernunft ersetzt werde. Dem stimmten die oppositionellen Sozialdemokraten im Prinzip zu. Ganz anders die Haltung der extremen Rechten und der KPD. Der alldeutsche Verband etwa plädierte vor diesem Hintergrund für eine völkische Diktatur. Die DNVP bezeichnete den Plan als „zweites Versailles“. Denselben Tenor schlug die KPD an, die zusätzlich auch noch von der „Versklavung des deutschen Proletariats“ sprach.
Diese Reichstagswahl war, nach der Reichstagswahl 1920, die zweite, in der die Bayerische Volkspartei unabhängig von der Zentrumspartei antrat, und neben der Landtagswahl in Bayern 1924 die einzige Wahl, in der die Zentrumspartei eine Konkurrenzkandidatur außerhalb der Pfalz gegen ihre Schwesterpartei aufstellte.

## Ergebnis

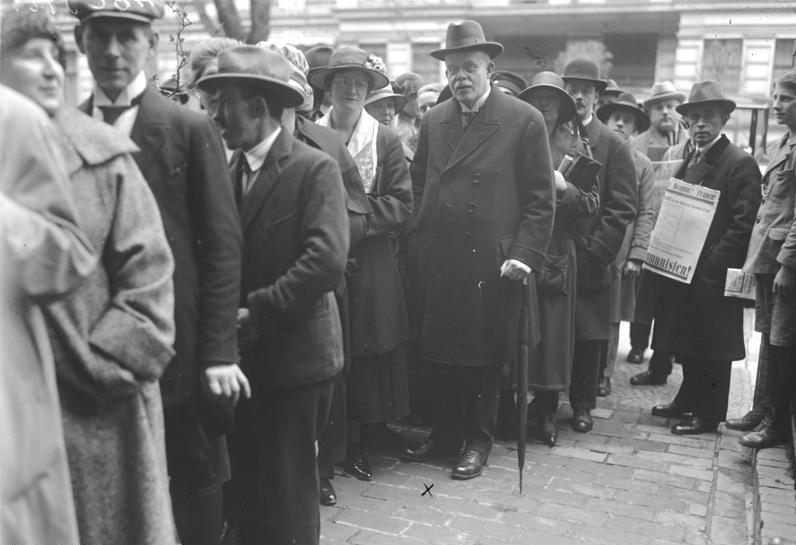
Reichskanzler Wilhelm Marx vor Betreten des Wahllokals

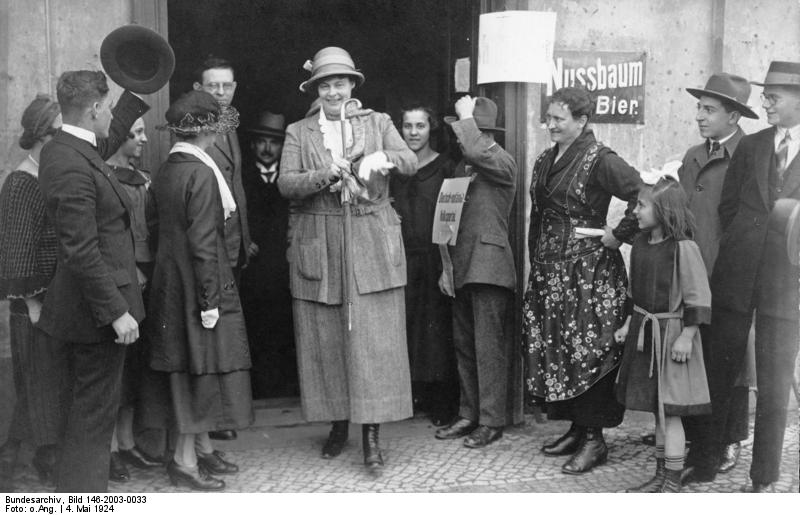
Cecilie von Mecklenburg-Schwerin verlässt das Wahllokal in Oels (Niederschlesien)

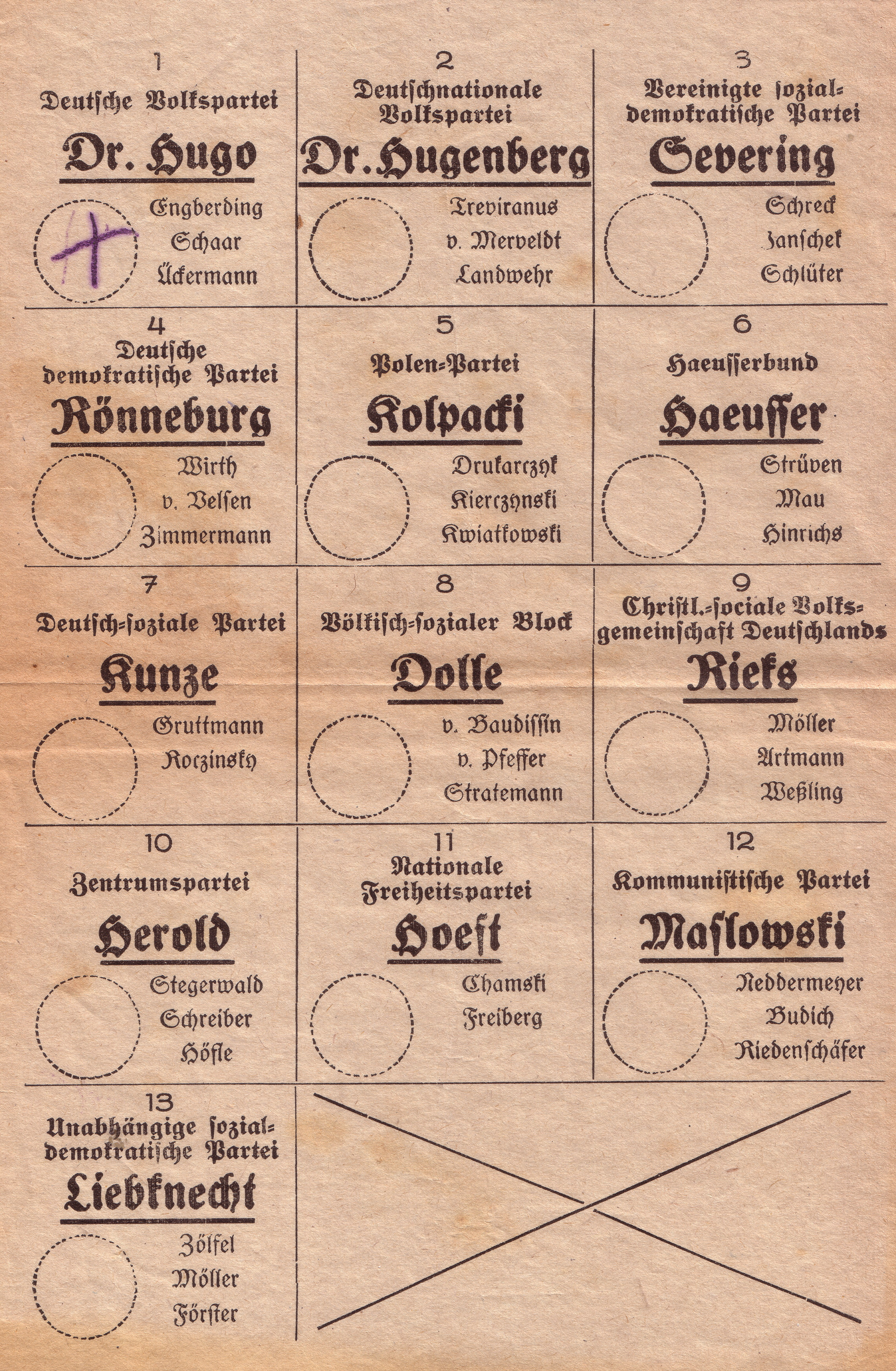
Stimmzettel zur Reichstagswahl

Die Reichstagswahl vom 4. Mai 1924 endete mit einem erheblichen Stimmengewinn der extremen Rechten und einer schweren Niederlage der gemäßigten Linken. Die DNVP konnte ihre Stimmenzahl im Vergleich zur Reichstagswahl von 1920 um 1,4 Millionen erhöhen. Ihr Stimmenanteil stieg von 15,1 % auf 19,5 %. Damit stieg die Partei zur stärksten Kraft unter den bürgerlichen Parteien auf und war nach der SPD die zweitstärkste Partei insgesamt. Da sich einige Abgeordnete der Landbundlisten der DNVP-Fraktion anschlossen, stellte diese die stärkste Fraktion und nach parlamentarischem Brauch mit Max Wallraf auch den Reichstagspräsidenten. Die Deutschvölkische Freiheitspartei kam auf 1,9 Millionen Stimmen, was einem Anteil von 6,5 % entsprach. Ein beträchtlicher Teil der Wähler hatte 1920 noch die DNVP, teilweise aber auch linke Parteien gewählt. Insgesamt stimmte ein Viertel der Wähler für die explizit antirepublikanische Rechte.
Die Gewinne der extremen Rechten waren verbunden mit erheblichen Verlusten der gemäßigten bürgerlichen Parteien. Die Deutsche Volkspartei büßte 4,7 % ein und die Deutsche Demokratische Partei sank um 2,8 %.
Vergleichsweise stabil erwiesen sich die katholischen Parteien Zentrum (−0,2 %) und Bayerische Volkspartei (−1,3 %).
Für eine nachlassende Bindungskraft der etablierten bürgerlichen Parteien spricht, dass bürgerliche Interessen- und Splitterparteien zusammengenommen auf 6,7 % der Stimmen und knapp 2 Millionen Wähler kamen. Im Vergleich zu 1920 haben etwa 1,2 Millionen mehr diese Parteien gewählt, deren bedeutendste die bäuerlichen Listen und die Wirtschaftspartei waren.
DDP und DVP haben insgesamt zu Gunsten der DNVP, der Völkischen und der Interessenparteien Wähler verloren. Die rechtsextreme Listenvereinigung der DVFP mit den Nationalsozialisten erreichte aus dem Stand über 6 %. Beide Parteien bilden anschließend eine gemeinsame Fraktion im Reichstag, die Nationalsozialistische Freiheitspartei. 
Insbesondere Einzelhändler, Handwerker und Landwirte kritisierten, dass die Republik sich nach 1918 vornehmlich für die Konsumenteninteressen eingesetzt und eine mittelstandsfeindliche Politik betrieben habe. Das mittlere Bürgertum, die Sparer und Hypothekengläubiger machten den Staat für die Entwertung ihrer Vermögen verantwortlich. Die Hinwendung zur DNVP und den Interessenparteien bedeutender Teile des Bürgertums bedeutete eine dauerhafte Abkehr von den die Republik tragenden bürgerlichen Parteien.
Auf der politischen Linken lassen sich zwei Tendenzen beobachten. Zum ersten verloren die untereinander zerstrittenen marxistischen Parteien – also vor allem SPD, USPD und KPD zusammengenommen – gegenüber 1920 an Zustimmung. Insgesamt 2 Millionen Wähler kehrten der Linken im Vergleich mit 1920 den Rücken. Zum zweiten war innerhalb der verbliebenen linken Wählerschaft eine Schwächung der SPD zu Gunsten der KPD festzustellen. Auf den ersten Blick erscheinen die Verluste der SPD gering. Sie verlor gegenüber 1920 nur 1,7 % der Stimmen und lag nun bei 20,5 %. Auf den zweiten Blick jedoch bedeutete dies, dass die SPD, der sich ein Großteil der USPD 1922 angeschlossen hatte, deren Wähler kaum an sich binden konnte. Die verbliebene USPD selbst, die bei der letzten Wahl zum ersten Reichstag der Weimarer Republik noch über 17 % erhalten hatte, verlor bei dieser Wahl mit einem Ergebnis von lediglich 0,8 % alle ihr noch verbliebenen Reichstagsmandate. Auch der wenige Monate zuvor nach einem innerparteilichen Konflikt um die Haltung zur Ruhrbesetzung von ihrem vormaligen Vorsitzenden Georg Ledebour als USPD-Abspaltung gegründete Sozialistische Bund blieb mit 0,09 % erfolglos. Die Zahl der SPD-Sitze im Reichstag sank vor diesem Hintergrund von 171 (einschließlich der 1922 von der USPD zur SPD übergetretenen Mandatsträger) auf 100 ab. Das Ergebnis kam einer Katastrophe für die SPD gleich. Für die bis 1920/21 noch relativ einflussreiche Rest-USPD bedeutete es die endgültige Bedeutungslosigkeit.
Die Wähler der USPD sind in ihrer Mehrheit zur KPD abgewandert, die 1920 noch eine Splitterpartei gewesen war. Die KPD legte um fast 11 % zu und kam nunmehr auf 12,6 %. Damit war die KPD erstmals eine große Massenpartei. Im Reichstag wuchs die kommunistische Fraktion von 17 auf 62 Sitze.
Neben dem Wechsel innerhalb der Linken von der gemäßigten SPD zur KPD hat es aber vermutlich auch in nicht unerheblichem Umfang Wählerwanderungen von den Linksparteien zur Rechten gegeben. Dies gilt etwa für Landarbeiter in Ostelbien, die verstärkt DNVP oder sogar die Völkischen wählten. In textilindustriell geprägten Gebieten in Franken kam es ebenfalls zu einem Wechsel von der USPD zu den Völkischen. Die Linke verlor zu Gunsten der Rechten insbesondere dort, wo sie vor 1914 kaum Fuß gefasst hatte und es kein festgefügtes linkes Milieu gab.

## Ergebnisse
Die Wahlbeteiligung lag bei 77,4 %, das entspricht 29.709.380 von 38.374.983 Wahlberechtigten.
| Partei | Stimmen (absolut) | Stimmen (in Prozent) | Änderung in Prozentpunkten | Sitze im Reichstag | Änderung |
| --- | ----------------- | -------------------- | -------------------------- | ------------------ | -------- |
| Sozialdemokratische Partei Deutschlands (SPD) | 6.008.905         | 20,5 %               | −1,2 %                     | 100                | −13      |
| Deutschnationale Volkspartei (DNVP) | 5.696.475         | 19,5 %               | +5,1 %                     | 95                 | +29      |
| Deutsche Zentrumspartei (Zentrum) | 3.914.379         | 13,4 %               | −0,2 %                     | 65                 | −2       |
| Kommunistische Partei Deutschlands – Liste der Kommunisten (KPD) | 3.693.280         | 12,6 %               | +10,9 %                    | 62                 | +60      |
| Deutsche Volkspartei (DVP) | 2.694.381         | 9,2 %                | −4,7 %                     | 45                 | −17      |
| Nationalsozialistische Freiheitspartei (NSFP) (Vereinigte Listen der Deutschvölkischen Freiheitspartei (DVFP) und der Nationalsozialistischen Deutschen Arbeiterpartei (NSDAP)) | 1.918.329         | 6,6 %                | -                          | 32                 | +32      |
| Deutsche Demokratische Partei (DDP) | 1.655.129         | 5,7 %                | −2,8 %                     | 28                 | −17      |
| Bayerische Volkspartei (BVP) | 946.648           | 3,2 %                | −1,3 %                     | 16                 | −4       |
| Landliste¹ | 574.939           | 2,0 %                | -                          | 10                 | +10      |
| Wirtschaftspartei des Deutschen Mittelstandes | 500.820           | 1,7 %                | -                          | 7                  | +7       |
| Deutschsoziale Partei (DSP) | 333.427           | 1,1 %                | -                          | 4                  | +4       |
| Deutsch-Hannoversche Partei (DHP) | 319.792           | 1,1 %                | −0,1 %                     | 5                  | ±0       |
| USPD | 236.142           | 0,8 %                | −16,8 %                    | 0                  | −84      |
| Bayerischer Bauernbund | 192.786           | 0,7 %                | −0,1 %                     | 3                  | −1       |
| Nationale Minderheiten, davon Polnische Volkspartei 0,4 % | 132.916           | 0,5 %                | +0,2 %                     | 0                  | ±0       |
| Sonstige |                   | 1,5 %                |                            | 0                  | ±0       |
| Total (gültige Stimmen) | 29.281.798        | 100,0 %              |                            | 472                | +21      |

Anm. 1: Die Landliste bestand im Wesentlichen aus dem Württembergischen Bauern- und Weingärtnerbund (0,8 %), dem Thüringer Landbund (0,5 %), dem Badischen Landbund, dem Hessischen Bauernbund und der Rheinhessischen Bauernschaft, Regionalorganisationen des Reichslandbundes.

Stimmenstärkste Parteien nach Wahlkreisen (angegeben ist jeweils der Prozentanteil der stärksten Partei)

## Regierungsbildung
Die DNVP ging mit überzogenen Forderungen in die Verhandlungen um eine neue Regierung. Reichspräsident Friedrich Ebert bestätigte daraufhin die Regierung von Wilhelm Marx trotz des Ausscheidens der BVP personell unverändert.